# Принцеза Катарина од Грчке и Данске
Катарина (или Катарине) од Грчке и Данске (на модерном грчком: Αικατερίνη της Ελλάδας / Ekateríni tis Elládas), а након венчања, Лади Брандрам (4. мај 1913 - 2. октобар 2007) била је принцеза Грчке и Данске и ћерка Константина I Грчког .

## Биографија
Живот принцезе Катарине обележен је тешким ратом и егзилом. Први светски рат и грчко-турски рат 1919-1922 натерали су породицу да напусти Грчку чак два пута, иако Катарина није имала још ни десет година.
Принцеза своје детињство проводи у Италији, месту где је њена породица пронашла склониште током рата а школовање је завршила у Енглеској. Још као млада изгубила је оца 1923. године а мајку 1932. године. Сироче, зближава се са својом сестрама и браћама са којима живи све до удаје. Након реституције монархије у Атини, сели се код брата Ђорђа II Грчког заједно са својом сестром Иреном од Грчке преузима улогу домаћице монархије коју је након развода запоставља бивша краљица Елизабета од Румуније. 
Након другог светског рата принцеза се улаже у спашавање рањених војника добровољно се пријављује у улози медицинска сестра. Због битке за Грчку краљевска породица бежи у егзил а Катарина одлази у Египат где је наставила са радом као медицинске сестре.
Катарина је 1946. одлучила да се придружи свом брату, краљу Ђорђу који је живео у Енглеској. Током дугог путовања, упознаје британског мајора Рикарда Брандрама и убрзо двоје младих људи се заљубљују једно у друго. Пар се венчава 1947. године, убрзо након обнове монархије у Грчкој. Кратко време живели су у Ираку а затим су се преселили у Уједињеном Краљевству. У овој земљи, принцеза, сада под називом „Лејди” води дискретан и скроман живот, сем великих догађаја где је морала да се појављује и који су утицали на живот краљевских породица.

## Породица
Катарина је најмлађе дете краља Константинс Првог Грчког (1868-1923) и његове супруге принцеза Софије од Пруске, краљице Грчке (1870-1932),  ћерка немачког Фридрихс Трећег од Немачке (1831-1888) и његове супруге принцезе Викторије од Сакс-Кобург и Гота (1840-1901).
Дана 21. априла 1947, Катарина се удаје у краљевској палати Атине за британскog мајора Рикарда Брандрама (1911-1994) са којим има једног сина званог Пол Брандрам. Пол се оженио два пута. Први пут 1975. године са Џенифер Дијане Стел са којом се развео 2009. године и други пут са Кејтом Вархуст.

## Прогонство

### Први егзил
Принцеза је била прогоњена два пута заједно са својом породицом. Први пут је напустила Грчку током Руске Револуције 1917. године. Тог датума Грчка краљевска породица губи сву подршку и краљ је смењен са престола. Катарина тајно бежи у егзил 11. јуна. Тада девојчица са непуних четири година, последњи пут види брата Александра, који је тада био нови краљ. Након преласка  преко Јонског мора и Италије, Катарина, њени родитељи, њена браћа и сестре настанили су се, најпре у Сент Морицзу, а затим у Цириху у Швјцарској.
Неколико месеци касније цела краљевска породица се сели код краља Константина јер је ситуација у Грчкој јако нестабилна. Међутим, финансијска ситуација Константина и Софије није била најсјајнија и краљ, обележен дубоким осећајем неуспеха, оболева од шпанског грипа али убрзо оздрављује. Током опоравка, проводи пуно времена са својом децом читајући књиге Радјарда Киплинга.

### Повратак у Грчку
Дана 25. октобра 1920. године, неочекивана смрт младог Александра који је оболео од ифекције уједа мајмуна изазвала је институционалну кризу у Хеленском краљевству. Већ напета ситуација погоршава се продужењем грчко-турског рата (1919-1922). На законодавним изборима у новембру, венизелисти су поражени, а њихов вођа је побегао у егзил у Паризу. Одржавање спорног референдума, на којем је 99% учесника гласало за повратак Константина, омогућило је Катарини и краљевској породици повратак у Грчку.

### Други егзил
Дана 30. октобра 1922. Катарина, њени родитељи и њена сестра Ирена поново су напустили Грчку и побегли у Италију где их је италијанска влада дочекала и сместила у Сицилији. Краљ, болестан од артеросклерозе, пада у депресију и проводи сате гледаћи у једну тачку. Иако је Катарина покушавала да га орасположи, краљ умире 11. јануара 1923. године од излива крви у мозгу. Након смрти краља Катарина се сели са својом породицом у Тосканиу.
Године 1924. проглапена је друга грчка република и Ђорђе II Грчки заједно са остатком краљевске породице напушта Грчку. Грчка краљевска породица губи грчко држављанство али Кристијан X Дански, Катаринин ујак поклања данско држављанство породици.
Године 1932. Катарина нема још деветнаест година када јој мајка умире од рака. Катарина и њена сестра остају саме али их убрзо прихвата Италијанска краљевска породица која је пуно помогла Катарининим родитељима током егзила. Као краљевска породица Кaтарина је била почасни гост многих важних догађаја у Италији.
Године 1935. Катарина путује свугде по свету. Неколико месеци је провела у Холивуду где су је разни агенти потискивали да им буде фотомодел. Како није могла да избегне толики притисак враћа се у Италију где наставља скроман живот.

## Породично стабло
|  |                                     |  |  |  |  |  |  |  |  |  |  |  |  |  |  |  |
|  | 8. Кристијан IX Дански              |  |  |  |  |  |  |  |  |  |  |  |  |  |  |  |
|  |                                     |  |  |  |  |  |  |  |  |  |  |  |  |  |  |  |
|  |                                     |  |  |  |  |  |  |  |  |  |  |  |  |  |  |  |
|  | 4. Ђорђе I Грчки                    |  |  |  |  |  |  |  |  |  |  |  |  |  |  |  |
|  |                                     |  |  |  |  |  |  |  |  |  |  |  |  |  |  |  |
|  |                                     |  |  |  |  |  |  |  |  |  |  |  |  |  |  |  |
|  | 9. Лујза од Хесен-Касела            |  |  |  |  |  |  |  |  |  |  |  |  |  |  |  |
|  |                                     |  |  |  |  |  |  |  |  |  |  |  |  |  |  |  |
|  |                                     |  |  |  |  |  |  |  |  |  |  |  |  |  |  |  |
|  | 2. Константин I Грчки               |  |  |  |  |  |  |  |  |  |  |  |  |  |  |  |
|  |                                     |  |  |  |  |  |  |  |  |  |  |  |  |  |  |  |
|  |                                     |  |  |  |  |  |  |  |  |  |  |  |  |  |  |  |
|  | 10. Константин Николајевич          |  |  |  |  |  |  |  |  |  |  |  |  |  |  |  |
|  |                                     |  |  |  |  |  |  |  |  |  |  |  |  |  |  |  |
|  |                                     |  |  |  |  |  |  |  |  |  |  |  |  |  |  |  |
|  | 5. Олга Константиновна              |  |  |  |  |  |  |  |  |  |  |  |  |  |  |  |
|  |                                     |  |  |  |  |  |  |  |  |  |  |  |  |  |  |  |
|  |                                     |  |  |  |  |  |  |  |  |  |  |  |  |  |  |  |
|  | 11. Александра од Сакс-Алтенбурга   |  |  |  |  |  |  |  |  |  |  |  |  |  |  |  |
|  |                                     |  |  |  |  |  |  |  |  |  |  |  |  |  |  |  |
|  |                                     |  |  |  |  |  |  |  |  |  |  |  |  |  |  |  |
|  | 1. Катарина од Грчке и Данске       |  |  |  |  |  |  |  |  |  |  |  |  |  |  |  |
|  |                                     |  |  |  |  |  |  |  |  |  |  |  |  |  |  |  |
|  |                                     |  |  |  |  |  |  |  |  |  |  |  |  |  |  |  |
|  | 12. Вилхелм I Немачки               |  |  |  |  |  |  |  |  |  |  |  |  |  |  |  |
|  |                                     |  |  |  |  |  |  |  |  |  |  |  |  |  |  |  |
|  |                                     |  |  |  |  |  |  |  |  |  |  |  |  |  |  |  |
|  | 6. Фридрих III Немачки              |  |  |  |  |  |  |  |  |  |  |  |  |  |  |  |
|  |                                     |  |  |  |  |  |  |  |  |  |  |  |  |  |  |  |
|  |                                     |  |  |  |  |  |  |  |  |  |  |  |  |  |  |  |
|  | 13. Аугуста од Сакс-Вајмарске       |  |  |  |  |  |  |  |  |  |  |  |  |  |  |  |
|  |                                     |  |  |  |  |  |  |  |  |  |  |  |  |  |  |  |
|  |                                     |  |  |  |  |  |  |  |  |  |  |  |  |  |  |  |
|  | 3. Софија од Пруске, краљица Грчке  |  |  |  |  |  |  |  |  |  |  |  |  |  |  |  |
|  |                                     |  |  |  |  |  |  |  |  |  |  |  |  |  |  |  |
|  |                                     |  |  |  |  |  |  |  |  |  |  |  |  |  |  |  |
|  | 14. Алберт фон Сакс-Кобург и Гота   |  |  |  |  |  |  |  |  |  |  |  |  |  |  |  |
|  |                                     |  |  |  |  |  |  |  |  |  |  |  |  |  |  |  |
|  |                                     |  |  |  |  |  |  |  |  |  |  |  |  |  |  |  |
|  | 7. Викторија фон Сакс-Кобург и Гота |  |  |  |  |  |  |  |  |  |  |  |  |  |  |  |
|  |                                     |  |  |  |  |  |  |  |  |  |  |  |  |  |  |  |
|  |                                     |  |  |  |  |  |  |  |  |  |  |  |  |  |  |  |
|  | 15. Викторија Хановерска            |  |  |  |  |  |  |  |  |  |  |  |  |  |  |  |
|  |                                     |  |  |  |  |  |  |  |  |  |  |  |  |  |  |  |
|  |                                     |  |  |  |  |  |  |  |  |  |  |  |  |  |  |  |

## Библиогрфија
- Celia Bertin, Marie Bonaparte, Paris, Perrin, , 433 p. (. 1982. ISBN 2-262-01602-X. Недостаје или је празан параметар |title= (помоћ)). (на језику: француски)
- Eva Celada, Irene de Grecia : La princesa rebelde, Plaza & Janés, , 274 p. (. 2007. ISBN 978-84-01-30545-0. Недостаје или је празан параметар |title= (помоћ) et 84-01-30545-4). (на језику: шпански)
- Queen Frederica of the Hellenes (1971). A Measure of Understanding. Macmillan. ISBN 0-333-12454-5.. (на језику: енглески)
- Ricardo Mateos Sainz de Medrano, La Familia de la Reina Sofía, La Dinastía griega, la Casa de Hannover y los reales primos de Europa, Madrid, La Esfera de los Libros, , 573 p. . 2004. ISBN 84-9734-195-3. Недостаје или је празан параметар |title= (помоћ). (на језику шпански)
- John Van der Kiste, Kings of the Hellenes : The Greek Kings, 1863-1974, Sutton Publishing, , 200 p. . 1994. ISBN 0-7509-2147-1. Недостаје или је празан параметар |title= (помоћ). (на језику енглески)
- «Obituaries: Lady Katherine Brandram », The Times,‎ 4 октобар 2007.године (на језику: енглески)
- « Obituaries: Lady Katherine Brandram », The Telegraph,‎ 5 окторбар 2007. године (на језику: енглески)
- « Obituaries: Lady Katherine Brandram », The Scotsman,‎ 10 октобар 2007. године (на језику: енглески)
- Joanne Leyland, « The Katherine Who Won't Make Headlines… », The Royalist,‎ 8 октобар 2007. године (на језику: енглески)